# Kristian Arnstad
Kristian Fredrik Malt Arnstad (Oslo, 7 settembre 2003) è un calciatore norvegese, centrocampista dell'Anderlecht.

## Carriera

### Club
Arnstad è cresciuto nelle giovanili dell'Heming, prima di entrare a far parte di quelle dello Stabæk. Aggregato alla prima squadra del club a partire dalla stagione 2019, ha esordito nel Norgesmesterskapet in data 21 maggio: ha sostituito Herman Geelmuyden nella vittoria per 1-6 arrivata in casa dell'Elverum.
Il 30 settembre 2019, Arnstad è passato ai belgi dell'Anderlecht, a cui si è legato con un contratto triennale. Ha esordito in Pro League in data 4 ottobre 2020, venendo schierato titolare nella sconfitta per 3-0 subita in casa del Club Bruges. Il 20 novembre 2020 ha prolungato il contratto che lo legava al club, fino al 30 giugno 2023.
Il 23 maggio 2022 ha ulteriormente rinnovato l'accordo con l'Anderlecht, fino al 30 giugno 2025. Il 4 agosto successivo ha debuttato nelle competizioni UEFA per club, venendo schierato titolare nella vittoria per 0-2 in casa del Paide, sfida valida per i turni preliminari della Conference League.

### Nazionale
Arnstad ha esordito per la Norvegia under 21 il 3 giugno 2022, venendo schierato titolare nella vittoria per 3-2 sulla Croazia.

## Statistiche

### Presenze e reti nei club
Statistiche aggiornate al 5 ottobre 2023.
| Stagione          | Club              | Campionato        | Campionato | Campionato | Coppe nazionali | Coppe nazionali | Coppe nazionali | Coppe continentali | Coppe continentali | Coppe continentali | Supercoppe | Supercoppe | Supercoppe | Totale | Totale |
| Stagione          | Club              | Comp              | Pres       | Reti       | Comp            | Pres            | Reti            | Comp               | Pres               | Reti               | Comp       | Pres       | Reti       | Pres   | Reti   |
| ----------------- | ----------------- | ----------------- | ---------- | ---------- | --------------- | --------------- | --------------- | ------------------ | ------------------ | ------------------ | ---------- | ---------- | ---------- | ------ | ------ |
| gen.-set. 2019    | Stabæk            | ES                | 0          | 0          | CN              | 1               | 0               | -                  | -                  | -                  | -          | -          | -          | 1      | 0      |
| 2020-2021         | Anderlecht        | D1                | 2          | 0          | CB              | 1               | 0               | -                  | -                  | -                  | -          | -          | -          | 3      | 0      |
| 2021-2022         | Anderlecht        | D1                | 6          | 0          | CB              | 0               | 0               | UECL               | 0                  | 0                  | -          | -          | -          | 6      | 0      |
| 2022-2023         | Anderlecht        | D1                | 27         | 1          | CB              | 1               | 0               | UECL               | 11                 | 0                  | -          | -          | -          | 39     | 1      |
| 2023-2024         | Anderlecht        | D1                | 4          | 0          | CB              | 0               | 0               | -                  | -                  | -                  | -          | -          | -          | 4      | 0      |
| Totale Anderlecht | Totale Anderlecht | Totale Anderlecht | 39         | 1          |                 | 1               | 0               |                    | 11                 | 0                  |            | -          | -          | 51     | 1      |
| Totale            | Totale            | Totale            | 39         | 1          |                 | 2               | 0               |                    | 11                 | 0                  |            | -          | -          | 52     | 1      |